# Стенников, Валерий Алексеевич
Валерий Алексеевич Стенников (род. 9 июля 1954) — российский учёный-энергетик, академик РАН (2022).
Доктор технических наук (2002), профессор.
В 2016 году избран членом-корреспондентом РАН.
В 2022 году избран академиком РАН.

## Научная деятельность
Специалист в области теоретических основ, моделирования, расчёта, оптимизации, управления развитием и функционированием систем энергетики, автор более 250 научных работ, из них 14 монографий.
Основные научные результаты:
- разработана методология, математические модели и методы для обоснования развития теплоснабжающих и других трубопроводных систем с учётом требований надёжности и управляемости — базового раздела «Теории гидравлических цепей»;
- разработаны методические основы многоуровневого моделирования, схемно-структурной и схемно-параметрической оптимизации трубопроводных систем;
- выявлены основополагающие тенденции и закономерности развития систем теплоэнергетики и теплоснабжения, энергоэффективных технологий и оборудования, сформулированы приоритетные направления инновационного пути их развития;
- исследованы основные свойства теплоэнергетических и теплоснабжающих систем, сформулированы и предложены методы их анализа и оптимального синтеза;
- сформулирована проблема обоснования решений по развитию теплоэнергетических и теплоснабжающих систем в условиях несовпадающих интересов субъектов теплового рынка, предложены игровые подходы к решению возникающих при этом задач;
- разработаны основные положения, принципы и подходы для совершенствования экономического и организационного управления в сфере теплоснабжения страны и её регионов в современных социально-экономических условиях.

## Награды
- Заслуженный деятель науки Российской Федерации (16 декабря 2011) — за большие заслуги в научной деятельности[3]
- Почётный работник науки и техники Российской Федерации
- Премия Правительства Российской Федерации в области науки и техники
- Почётная грамота Российской академии наук (30 января 2024) — за многолетний добросовестный труд, большой вклад в развитие фундаментальной науки, подготовку научных кадров высшей квалификации и в связи с 75-летием академической науки Восточной Сибири

## Из библиографии
- Экологически чистая угольная ТЭС в концепции мультикомплекса с интеграцией в электроэнергетическую систему Монголии / С. Батмунх, В. В. Соломатов, В. А. Стенников, Х. Энхжаргал ; научный редактор член-корреспондент РАН, д-р техн. наук, профессор В. А. Стенников ; Сибирское отделение Российской академии наук. — Новосибирск : СО РАН : Гео, 2019. — 249, [4] с. : ил., табл., цв. ил.; 25 см; ISBN 978-5-6042857-1-8 (СО РАН) : 300 экз.
- Региональные аспекты ветроэнергетики : монография / В. А. Стенников, В. Г. Курбацкий, Б. Г. Санеев [и др.]; под редакцией В. А. Стенникова, В. Г. Курбацкого; Российская академия наук, Сибирское отделение, Институт систем энергетики им. Л. А. Мелентьева. — Новосибирск : СО РАН, 2020. — 295 с. : ил.; 25 см; ISBN 978-5-6044348-8-8 : 300 экз.